# نووارسلان‌بکوو
نووارسلان‌بکوو (انگلیسی: Novoarslanbekovo) یک شهرک در شهرستان تویمازینسکی استان باشقیرستان کشور روسیه است.